# Aristaria faustitas
Aristaria faustitas är en fjärilsart som beskrevs av William Schaus 1913. Aristaria faustitas ingår i släktet Aristaria och familjen nattflyn. Inga underarter finns listade i Catalogue of Life.